# Холина, Анжелика
Анжели́ка Хо́лина (лит. Anželika Cholina; род. 30 июля 1970, Вильнюс) — литовский хореограф, автор хореографических спектаклей, балетов, мюзикла, оперетты, множества хореографических миниатюр. Основатель Театра танца Анжелики Холиной.

## Биография
Родилась в Вильнюсе, в семье Виктора и Лаймы Холиных. У Анжелики есть сестра Грета. Начала заниматься в балетном кружке в четыре года. В 1976—1981 гг. посещала уроки ансамбля классического танца «Лепсняле» (руководитель Лидия Мотеюнайте) во Дворце культуры Вильнюсского профсоюза. В 1989 году окончила Вильнюсскую гимназию искусств имени М. К. Чюрлёниса (курс А. Насвитене).
В 21 год создала первые собственные постановки. В том же году поступила в ГИТИС в Москве (курс О. Г. Тарасовой). Окончила институт в 1996 году со специальностью «режиссёр-балетмейстер». Хореографическим дебютом Холиной стал балет в двух действиях «Медея» на музыку A. Рекашюса, поставленный в Литовском национальном театре оперы и балета.
С 1998 года преподавала в Литовской академии музыки и театра в Вильнюсе. В 2000 году основала собственный Театр танца Анжелики Холиной, специализирующийся на современном танце. Репертуар театра на 90 % состоит из постановок самой Холиной. Спектакли были представлены зрителям в Венгрии, Люксембурге, Турции, Англии, Латвии, Польше, России, Дании и Китае.
Анжелика Холина — одна из самых известных хореографов Литвы, доцент Литовской Академии Музыки и Театра (с 1998 года). Её имя известно в европейских и американских балетных кругах — поставленные ею миниатюры для начинающих танцовщиков Вильнюсской и Мюнхенской школ балета были отмечены премиями на международных балетных конкурсах в Лозанне, Варне, Москве, Париже, Токио, Нью-Йорке, Стокгольме, Мюнхене и Хельсинки. Хореографа приглашают на постановки танцевальных сцен в фильмах компании Уорнэр Бразерс.
С 2008 года сотрудничает с Театром имени Вахтангова, где поставила хореографические спектакли: «Берег женщин» (2008), «Анна Каренина» (2012), с которыми театр активно гастролировал по стране, побывав и в странах Европы, на Кубе, в Китае.

…она (об А. Холиной) не только блестяще строит рассказ пластически, но и всесторонне воспитывает актёров: женщины начинают чувствовать себя женщинами, мужчины раскрепощаются, держат осанку, входят в театр гордо… а актёр ДОЛЖЕН чувствовать себя гордо! Вон в Москве все такие озабоченные бегали, а тут так расцвели!
— Римас Туминас, «МК» 31 октября 2013
С «Анной Карениной» Холина участвовала в «Золотой маске» 2013 в номинации «Лучшая работа хореографа».
В 2013 году перенесла на вахтанговскую сцену «Отелло», доработав его с учётом новых возможностей труппы. К открытию Новой сцены театра в 2015 году заново поставила «Мужчины и женщины, или Сценарии, по которым живут люди».
Как режиссёр-хореограф принимала участие в создании спектаклей «Евгений Онегин» (2013), «Минетти» (2015) и «Царь Эдип» (2016), поставленных там же Римасом Туминасом.

Анжелика Холина, как и многие её коллеги, получив в свое время путёвку в жизнь в ГИТИСе, сегодня, как бумеранг, возвращается в Москву и щедро дарит нам своё творчество, лишний раз подтверждая давнюю истину: у настоящего искусства нет и не может быть никаких границ.
— Борис Поюровский, «Новые Известия» 22 ноября 2012
 Созданные хореографом спектакли исключительны — в них переплетаются элементы классического балета, современного танца и драмы. По словам А. Холиной, выбор выразительных средств, танцоров и актёров зависит только от темы постановки.
Я работаю в жанре пластического театра всю жизнь, и, откровенно говоря, меня никогда не волновало, как назвать мои постановки — драмой, балетом или как-то по-другому. Я хочу создавать живой театр, а какими способами я этого добиваюсь, не имеет значения. Конечно, движение — важно, без этого я не могу, но главное, чтобы был смысл, выражена суть произведения.
С 2016 года А. Холина года сотрудничает с Большим театром России, в котором совместно с режиссёром Р. Туминасом поставила оперу «Катерина Измайлова» и «Пиковая дама» в 2018.
В 2017 году вместе с Р. Туминасом участвовала в постановке «Царь Эдип» / «Замок герцога Синяя Борода» в Музыкальном театре им. Станиславского и Немировича-Данченко.
Продолжая жить на две страны, в сентябре 2017 года Холина выпустила в Литве новый спектакль «Идиот», полностью сделанный на музыку Г. Канчели. Спустя год его принимали на Арбате в Москве.
В 2019 приняла участие в Benois de la Danse, где кроме фрагментов спектаклей прошлых лет был показан специально подготовленный номер — дуэт Настасьи Филипповны и Парфёна Рогожина (героев «Идиота» Достоевского) в исполнении Ольги Смирновой и Валерия Суанова.

## Награды
- 1996 — Премия «Кристофора» за балет «Медея» в Литовском театре оперы и балета
- 2006 — лауреат премии Министерства культуры Литвы «Золотой Крест сцены» за спектакль «Отелло» в Театре танца Анжелики Холиной[лит.]
- 2010 — лауреат премии Министерства культуры Литвы «Золотой Крест сцены» за спектакль «Анна Каренина» в Театре танца Анжелики Холиной[лит.]
- 2011 — Рыцарский крест ордена «За заслуги перед Литвой» в области культуры[22]
- 2013 — Премия Олега Янковского «Творческое открытие 2012—2013» за спектакль «Анна Каренина» в Театре имени Вахтангова[23][24]
- 2015 — Высшая государственная награда деятелей культуры Литвы — Золотой знак почёта «Неси свой свет и верь»

## Основные работы

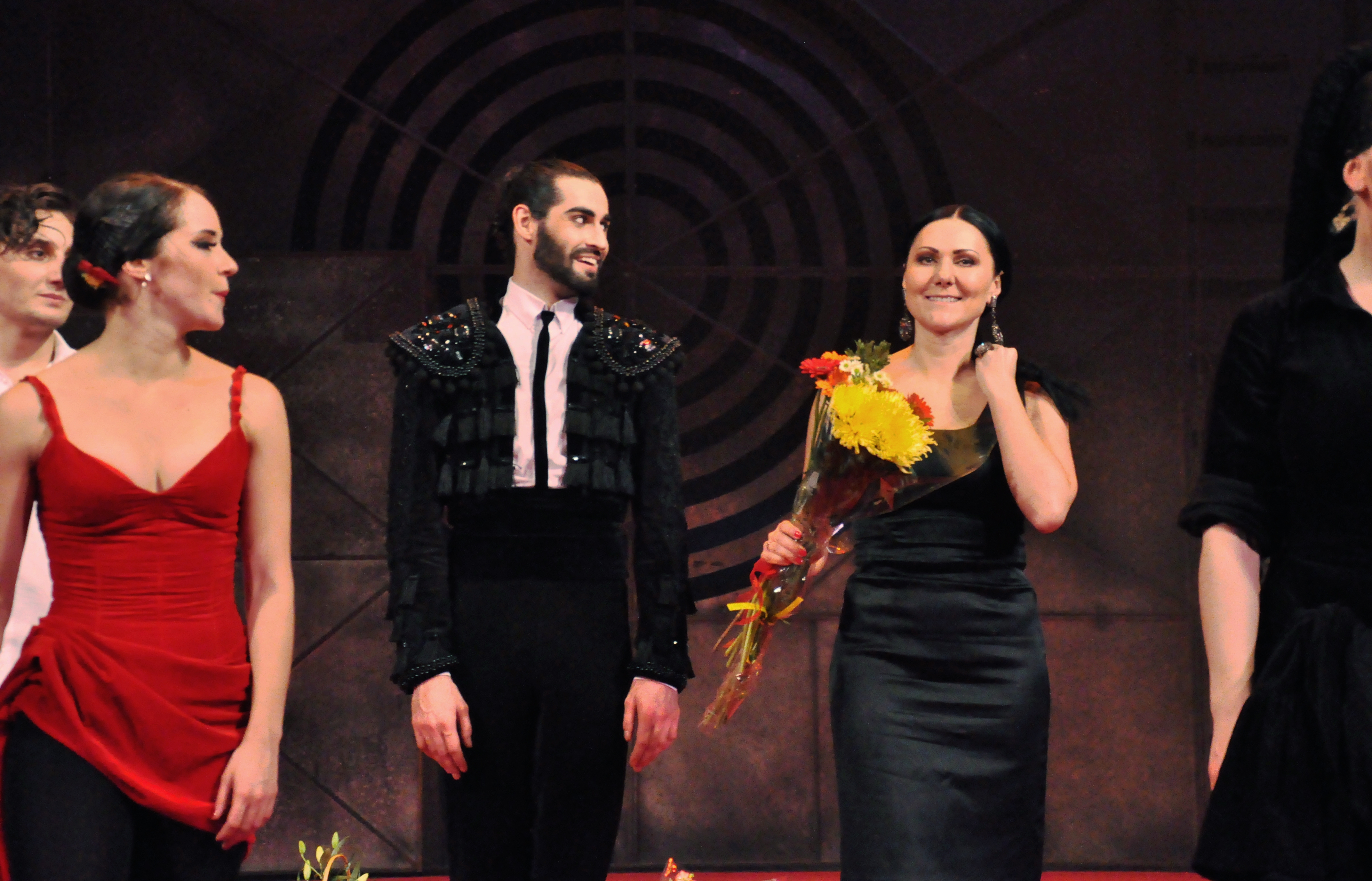
«Кармен», московская премьера, 2012

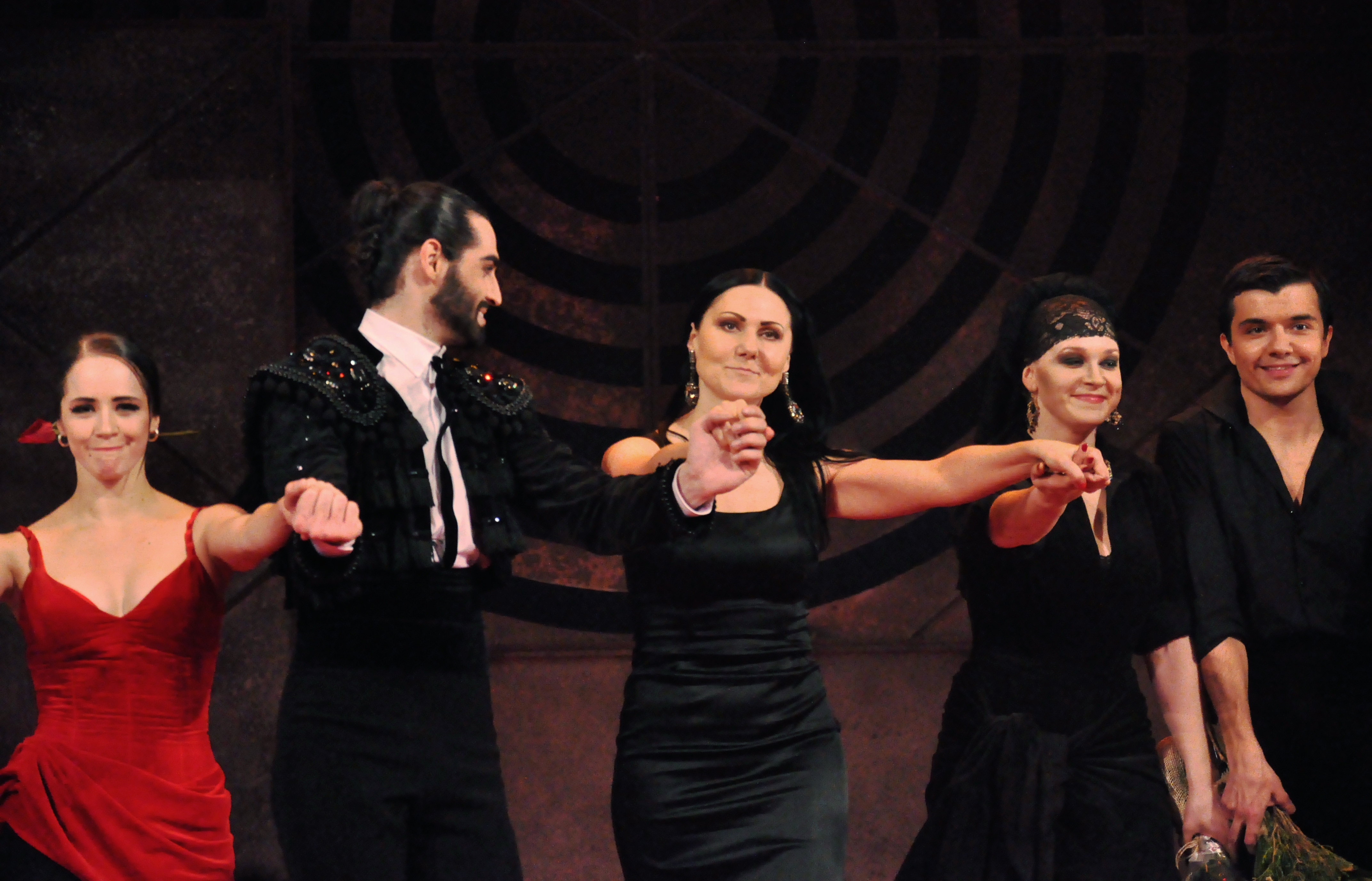
«Кармен», московская премьера, 2012

### в России
- 2008 — «Берег женщин» — Театр имени Вахтангова
- 2012 — «Анна Каренина» — Театр имени Вахтангова
- 2012 — «Кармен» — Театр танца Анжелики Холиной[лит.]
- 2013 — «Евгений Онегин» — Театр имени Вахтангова
- 2013 — «Отелло» — Театр имени Вахтангова
- 2015 — «Минетти» — Театр имени Вахтангова
- 2015 — «Мужчины и женщины, или Сценарии, по которым живут люди» — Театр имени Вахтангова
- 2016 — «Царь Эдип» — Театр им. Вахтангова
- 2016 — «Катерина Измайлова» — Большой театр
- 2016 — «Кармен» — Северная Осетия
- 2017 — «Царь Эдип» / «Замок герцога Синяя Борода» — Музыкальный театр им. Станиславского и Немировича-Данченко
- 2018 — «Пиковая дама» — Большой театр

### в Литве
- 1993 — одноактный балет «Из уличной жизни» П. Сарасате — Литовский театр оперы и балета
- 1994 — одноактный балет «Болеро» М. Равеля — Литовский театр оперы и балета
- 1995 — хореография в опере «Летучий голландец» Р. Вагнера — Литовский национальный симфонический оркестр
- 1995 — вечер хореографии «Зарисовки после семи» и одноактный балет «Импровизация в малом» на музыку Б. Макферрина — Литовский театр оперы и балета
- 1996 — балет «Медея» на музыку A. Рекашюса — Литовский театр оперы и балета
- 1996 — хореография и сценическое движение в спектакле «Любовные тайны Р. Витрако» — Литовский национальный театр драмы
- 1997 — хореография в опере «Аида» Дж. Верди — Литовский театр оперы и балета
- 1997 — хореография в опере «Саломея» Р. Штрауса — Литовский национальный симфонический оркестр
- 1997 — хореография для телесериала «Приключения Робин Гуда» — Уорнэр Бразерс
- 1998 — «Песни женщин» по песням М. Дитрих — Литовский национальный театр драмы
- 1998 — «Кармен» на музыку Ж. Бизе — Р. Щедрина — Литовский национальный театр драмы
- 1999 — «Танцы сумасшедших девчонок» на музыку A. Вивальди и К. Сен-Санса — Театр Оскараса Коршуноваса
- 1999 — хореография в опере «Травиата» Дж. Верди — Каунасский музыкальный театр
- 2000 — «Дом Бернарды Альбы» по пьесе Ф. Г. Лорки — Литовский национальный театр драмы
- 2000 — хореография для телесериала «Аттила-завоеватель» — USA Network
- 2000 — хореография в опере «Локис» В. Кутавичюса — Национальная филармония Литвы
- 2001 — «Tango in Fa» на музыку A. Пьяццоллы — Театр танца Анжелики Холиной[лит.]
- 2002 — «Любовь» на музыку современных композиторов — Театр танца Анжелики Холиной[лит.]
- 2003 — «Ромео и Джульетта» на музыку современных композиторов — Театр танца Анжелики Холиной[лит.]
- 2004 — «Болеро» М. Равеля — Театр танца Анжелики Холиной[лит.]
- 2005 — «Люди» по мотивам литовской народной музыки — Театрх танца Анжелики Холиной[лит.]
- 2006 — «Отелло» на музыку Дж. Адамса и других композиторов — Театр танца Анжелики Холиной[лит.]
- 2007 — «Фантазия для пяти стихий» на музыку современных композиторов — Театр танца Анжелики Холиной[лит.]
- 2009 — «Мужчины и женщины» на музыку из классических балетов — Театрх танца Анжелики Холиной[лит.]
- 2010 — оперетта «Мадам Помпадур» Л. Фаля — Каунасский музыкальный театр
- 2010 — «Анна Каренина» на музыку А. Шнитке — Театр танца Анжелики Холиной[лит.]
- 2011 — балет «Барбора Радвилайте» на музыку С. Вайнюнаса, А. Малциса, М. Горецки — Литовский театр оперы и балета
- 2012 — «Кармен» — Театр танца Анжелики Холиной[лит.]
- 2014 — мюзикл «Легенда любви Сигизмунда Августа и Барборы Радвилайте» на музыку К. Машанаускаса — премьера прошла на арене Швитурис, Клайпеда
- 2017 — «Идиот» на музыку Г. Канчели — Театр танца Анжелики Холиной[лит.]
- 2018 — мюзикл «Король Миндаугас» на музыку К. Машанаускаса — Театр танца Анжелики Холиной[лит.]